# 존 밀너
존 윌러드 밀너(영어: John Willard Milnor IPA: [dʒɒn ˈwɪlə(ɹ)d ˈmɪlnə(ɹ)], 1931년 2월 20일~)는 미국의 수학자로, 미분위상수학 · K이론 등에 대한 업적과 수없이 많은 유명한 수학 저서들로 유명하다. 밀너의 저서들은 수학책이 어떻게 쓰여져야 하는가에 대한 좋은 본보기로 많은 사람들이 꼽고 있다. 1962년에 필즈상을 수상하였고, 2005년 현재, 그는 역시 저명한 수학자인 그의 부인 두사 맥더프(Dusa McDuff)와 함께 스토니브룩 대학교에 재직하고 있다.

## 생애
프린스턴 대학교에서 학부생일 시절인 1949년과 1950년에, 미국 대학생 수학대회인 퍼트넘 경시대회에서 수상을 하였고, 또 학부시절에 이미 페리-밀너 정리(Fary-Milnor theorem)이라는 중요한 결과를 냈다. 밀너는 그의 뛰어난 업적과 재능 덕에 그 자신이 학부시절을 보낸 프린스턴 대학교에서 박사학위를 받았다. 그의 박사학위 논문은 〈연환의 아이소토피〉(영어: Isotopy of Links)였고, 지도교수는 랠프 폭스(Ralph Fox)였다.
밀너 박사는 1962년부터 수학 연보(Annals of Mathematics)의 편집자였다. 그는 여러 중요한 저서들을 남겼는데, 《미분가능성 관점에서의 위상수학(Topology from the Differentiable Viewpoint)》, 《모스 이론(Morse theory)》, 《특성류(Characteristic classes)》, 《h-보충 경계 정리(The h-Cobordism theorem)》, 《복소 일변수의 동역학(Dynamics in One Complex Variable)》, 《복소 초곡면의 특이점(Singular Points of Complex Hypersurfaces)》등이 있다.

## 학력
- 1947년~1951년: 프린스턴 대학교 (학사)
- 1951년~1954년: 프린스턴 대학교 (박사)

## 업적과 수상
그의 가장 대표적이고도 유명한 정리는 7차원 이국적 초구의 존재에 대한 정리이다. 차후 미셸 케르베르(프랑스어: Michel Kervaire)와 함께, 7차원 구면체에는 모두 15개의 다른 매끄러움 구조가 있고, 원점을 고려하면 28개나 다른 구조가 있다는 것을 증명하였다.
1962년 밀너는 그의 미분위상수학에 대한 업적으로 필즈상을 수상하였고, 그 후 1967년에는 미국 국가 과학 메달(National Medal of Science)를, 1982년에는 수학 연구에 관한 스틸상(Steele prize), 1989년에는 울프 수학상, 그리고 2004년에는 수학 저서에 관한 스틸상을 수상하였다. 2011년 3월 23일, 그는 2011년 아벨상 수상자로 선정되었다. 이로써 그는 필즈상, 울프 수학상, 아벨상을 모두 수상한 수학자가 되었다.

## 참고 문헌
- “존 밀너”. 《수학 계보 프로젝트》 (영어). 미국 수학회.
- O’Connor, John J.; Robertson, Edmund F. (1998년 4월). “존 밀너”. 《MacTutor History of Mathematics Archive》 (영어). 세인트앤드루스 대학교.
- Raussen, Martin; Christian Skau (2012년 3월). “Interview with John Milnor” (PDF). 《Notices of the American Mathematical Society》 (영어) 59 (3): 400–408.